# Plen Promdaen
Plen Promdaen (en thaï : เพลิน พรหมแดน), nom de scène de Somsuan Promsawang (en thaï : สมส่วน พรหมสว่าง), né le 12 juin 1939 à Sa Kaeo et mort le 3 août 2024, est un chanteur pop thaïlandais,,, en particulier du genre luk thung.

## Biographie
Plen Promdaen est nommé artiste national de Thaïlande par le ministère de la culture thaïlandais en 2012.

## Discographie
- Samak Duan (สมัครด่วน)
- Khao Soad Soad (ข่าวสดๆ)
- Phoo Taen Ma Lew (ผู้แทนมาแล้ว)
- Lung Dee Khee Maw (ลุงดึขี้เมา)
- Aa Tee Sak Mang Korn (อาตี๋สักมังกร)
- Pao Pun Jin Phao San (เปาบุ้นจิ้นเผาศาล)
- Chom Rom Lek Ded (ชมรมเลขเด็ด)